# 凯马达斯
凯马达斯（葡萄牙語：Queimadas）是巴西巴伊亚州的一个市镇。总面积2097.668平方公里，总人口25625人，人口密度12.2人/平方公里。